# Amy Acuff
Amy Lyn Acuff (Port Arthur, 14 luglio 1975) è un'ex altista statunitense.

## Biografia
Nata in Texas, Acuff ha iniziato la propria carriera atletica nel salto in alto prima nell'high school di Corpus Christi ed in seguito continuando all'UCLA vincendo 5 titoli nel circuito NCAA. Ha inoltre vinto 11 titoli nazionali nella specialità tra i seniores tra il 1995 ed il 2009. 
A livello internazionale, Acuff ha debuttato ai Mondiali juniores 1992 in Corea del Sud e tra i seniores nel 1995 ai Mondiali in Svezia. Nel corso della sua carriera ha preso parte a cinque edizioni consecutive dei Giochi olimpici dal 1996 al 2012 (gareggiando ai trails nazionali olimpici anche nel 2016), arrivando ad Atene 2004 a classificarsi quarta ai piedi del podio. Oltre alla medaglia di bronzo vinta ai Mondiali juniores 1994 in Portogallo, tra i riconoscimenti internazionali di Acuff figura la medaglia d'oro alle Universiadi 1997 in Italia.
Ritiratasi dalle competizioni agonistiche seniores, Acuff ha disputato ancora qualche gara nei circuiti master, vincendo il titolo e stabilendo un nuovo record nella categoria over 35 nel 2012.
Acuff è sposata all'ex astista Tye Harvey, medaglia d'argento mondiale indoor nel 2001, da cui ha avuto una figlia nel 2010.

### Altre attività
Oltre alla carriera sportiva, Acuff ha posato per alcune riviste come modella, principalmente per articoli relativi allo sport o all'atletica leggera, guadagnandosi copertine su Maxim, FHM, e nel 2004, su Playboy. Nel 2000, insieme ad altre 11 atlete ha realizzato il calendario 2000 Omnilite Millennium Calendar of Champions, cui la metà dei proventi sono andati ad un ente benefico.

## Palmarès
| Anno | Manifestazione   | Sede        | Evento        | Risultato | Prestazione | Note |
| ---- | ---------------- | ----------- | ------------- | --------- | ----------- | ---- |
| 1992 | Mondiali U20     | Seul        | Salto in alto | 9ª        | 1,85 m      |      |
| 1993 | Panamericani U20 | Winnipeg    | Salto in alto | Oro       | 1,83 m      |      |
| 1994 | Mondiali U20     | Lisbona     | Salto in alto | Bronzo    | 1,88 m      |      |
| 1995 | Mondiali         | Göteborg    | Salto in alto | 8ª        | 1,93 m      |      |
| 1996 | Giochi olimpici  | Atlanta     | Salto in alto | 24ª (q)   | 1,85 m      |      |
| 1997 | Mondiali         | Atene       | Salto in alto | 14ª (q)   | 1,92 m      |      |
| 1997 | Universiadi      | Catania     | Salto in alto | Oro       | 1,98 m      |      |
| 1998 | Goodwill Games   | New York    | Salto in alto | Argento   | 1,93 m      |      |
| 1999 | Mondiali         | Siviglia    | Salto in alto | 9ª        | 1,93 m      |      |
| 2000 | Giochi olimpici  | Sydney      | Salto in alto | 31ª (q)   | 1,80 m      |      |
| 2001 | Mondiali indoor  | Lisbona     | Salto in alto | 4ª        | 1,96 m      |      |
| 2001 | Mondiali         | Edmonton    | Salto in alto | 10ª       | 1,90 m      |      |
| 2001 | Goodwill Games   | Brisbane    | Salto in alto | Bronzo    | 1,93 m      |      |
| 2003 | Mondiali indoor  | Birmingham  | Salto in alto | 10ª       | 1,92 m      |      |
| 2003 | Mondiali         | Saint-Denis | Salto in alto | 9ª        | 1,90 m      |      |
| 2004 | Giochi olimpici  | Atene       | Salto in alto | 4ª        | 1,99 m      |      |
| 2005 | Mondiali         | Helsinki    | Salto in alto | 8ª        | 1,89 m      |      |
| 2006 | Mondiali indoor  | Mosca       | Salto in alto | 13ª (q)   | 1,90 m      |      |
| 2007 | Mondiali         | Osaka       | Salto in alto | 12ª       | 1,94 m      |      |
| 2008 | Mondiali indoor  | Valencia    | Salto in alto | 6ª        | 1,95 m      |      |
| 2008 | Giochi olimpici  | Pechino     | Salto in alto | 19ª (q)   | 1,89 m      |      |
| 2009 | Mondiali         | Berlino     | Salto in alto | 10ª       | 1,87 m      |      |
| 2012 | Giochi olimpici  | Londra      | Salto in alto | 20ª (q)   | 1,85 m      |      |

## Altre competizioni internazionali
2006
- Bronzo in Coppa del mondo ( Atene), salto in alto - 1,94 m